# Philotes regia
Philotes regia är en fjärilsart som beskrevs av Jean Baptiste Boisduval 1869. Philotes regia ingår i släktet Philotes och familjen juvelvingar. Inga underarter finns listade i Catalogue of Life.